# Немов Роберт Семенович
Роберт Семенович Немов (рос. Роберт Семёнович Немов; у публікаціях до 1978 року — Роберт Семхович Вайсман; 7 травня 1941 , Гомель ) — радянський і російський психолог. Доктор психологічних наук, академік та член-кореспондент Академії педагогічних та соціальних наук та Міжнародної академії психологічних наук (1996), спеціаліст з проблем соціальної психології та психології особистості, професор кафедри загальної та практичної психології МДГУ ім. Шолохова, професор Інституту російської мови ім. О. С. Пушкіна, професор кафедри загальної та практичної психології ММПУ ІПССО (нині — ММПУ ІСОП).

## Біографія
Народився в сім'ї учасника Другої світової війни, гвардії майора Семхи Мордковича Вайсмана (1914, Балта — 2004, Орськ). З відзнакою закінчив психологічний факультет МДУ ім. Ломоносова за спеціальністю «Психолог. Викладач психології» (1972). Автор понад 120 наукових публікацій, серед них: підручники для вишів (підручник «Психологія»), навчальні посібники.
Стиль і характер викладання Роберта Семеновича завжди вирізняють: послідовність, логічність і життєвість наведених ним прикладів. Більшість студентів одностайно відзначають зговірливість і справедливість Роберта Семеновича в питаннях оцінювання знань студента та складання іспитів і заліків.
Його донька, доктор психологічних наук, Немова-Алтуніна Інна Робертівна закінчила МДУ ім. Ломоносова, потім стала професором кафедри Психології психологічного факультету ОАНО ВО МПСУ, та у співавторстві з батьком написала багато наукових публікацій з психології, крім того, вона веде активну викладацьку діяльність.

## Публікації
- «Основи психологічного консультування»
- «Практична психологія»
- «Психологія» (3 книги)